# Kanton Villers-Bocage (Somme)
Der Kanton Villers-Bocage war bis 2015 ein französischer Wahlkreis im Arrondissement Amiens, im Département Somme und in der Region Picardie; sein Hauptort war Villers-Bocage. Vertreter im Generalrat des Départements war zuletzt von 1992 bis 2015 Christian Manable (PS). 
Der Kanton Villers-Bocage war 190,28 km² groß und hatte 12.386 Einwohner (Stand: 1999), was einer Bevölkerungsdichte von rund 65 Einwohnern pro km² entsprach. Er lag im Mittel 92 m hoch, zwischen 20 m in Saint-Vaast-en-Chaussée und 154 m in Talmas.

## Gemeinden
Der Kanton bestand aus 24 Gemeinden:
| Gemeinde                | Einwohner Jahr | Fläche km² | Bevölkerungsdichte | Code INSEE | Postleitzahl |
| ----------------------- | -------------- | ---------- | ------------------ | ---------- | ------------ |
| Bavelincourt            | 136 (2013)     | –          | – Einw./km²        | 80056      | 80260        |
| Beaucourt-sur-l’Hallue  | 267 (2013)     | –          | – Einw./km²        | 80066      | 80260        |
| Béhencourt              | 346 (2013)     | –          | – Einw./km²        | 80077      | 80260        |
| Bertangles              | 582 (2013)     | –          | – Einw./km²        | 80092      | 80260        |
| Cardonnette             | 465 (2013)     | –          | – Einw./km²        | 80173      | 80260        |
| Coisy                   | 310 (2013)     | –          | – Einw./km²        | 80202      | 80260        |
| Contay                  | 354 (2013)     | –          | – Einw./km²        | 80207      | 80560        |
| Flesselles              | 2.081 (2013)   | –          | – Einw./km²        | 80316      | 80260        |
| Fréchencourt            | 268 (2013)     | –          | – Einw./km²        | 80351      | 80260        |
| Mirvaux                 | 147 (2013)     | –          | – Einw./km²        | 80550      | 80260        |
| Molliens-au-Bois        | 329 (2013)     | –          | – Einw./km²        | 80553      | 80260        |
| Montigny-sur-l’Hallue   | 219 (2013)     | –          | – Einw./km²        | 80562      | 80260        |
| Montonvillers           | 93 (2013)      | –          | – Einw./km²        | 80565      | 80260        |
| Pierregot               | 260 (2013)     | –          | – Einw./km²        | 80624      | 80260        |
| Pont-Noyelles           | 801 (2013)     | –          | – Einw./km²        | 80634      | 80115        |
| Querrieu                | 649 (2013)     | –          | – Einw./km²        | 80650      | 80115        |
| Rainneville             | 851 (2013)     | –          | – Einw./km²        | 80661      | 80260        |
| Rubempré                | 717 (2013)     | –          | – Einw./km²        | 80686      | 80260        |
| Saint-Gratien           | 373 (2013)     | –          | – Einw./km²        | 80704      | 80260        |
| Saint-Vaast-en-Chaussée | 511 (2013)     | –          | – Einw./km²        | 80722      | 80260        |
| Talmas                  | 1.057 (2013)   | –          | – Einw./km²        | 80746      | 80260        |
| Vadencourt              | 95 (2013)      | –          | – Einw./km²        | 80773      | 80560        |
| Vaux-en-Amiénois        | 420 (2013)     | –          | – Einw./km²        | 80782      | 80260        |
| Villers-Bocage          | 1.407 (2013)   | –          | – Einw./km²        | 80798      | 80260        |